# Čo Man-sik
Čo Man-sik (hanča 曺晩植, hangul 조만식, 1. únor 1883, Kangso-guyok – říjen 1950, Pchjongjang?) byl korejský aktivista za nezávislost a zakladatel Demokratické strany Koreje. Po druhé světové válce byl jedním z nejpopulárnějších politiků v Koreji, ovšem kvůli svému antikomunistickému smýšlení a neochotě podstoupit Koreu Sovětskému svazu byl uvězněn a hlavním lídrem Severní Koreje se stal Kim Ir-sen. Vystupoval též pod pseudonymem Kodang.

## Životopis

### Mládí a studia
Čo se narodil 1. února 1883 v provincii Jižní Pchjongan. Vyrůstal a byl vychováván v konfuciánské tradici, avšak později konvertoval k protestanismu. Od června 1908 do roku 1913 bydlel Čo v Japonsku, kde studoval právo na Univerzitě Meiji. Během svého pobytu v Tokiu se seznámil s Gándhího idejemi o nenásilí. Čo později použil tyto myšlenky nenásilné opozice, aby odolal japonské nadvládě.

### Hnutí za nezávislost
Po japonské anexi Koreje v roce 1910 se Čo zapojil do hnutí za nezávislost své země. Jeho účast v Hnutí 1. března vedla k jeho zatčení a zadržení spolu s desítkami tisíc dalších Korejců. Stal se velmi známým pro svůj odpor k tlaku japonské vlády na korejské občany, aby si změnili svá příjmení na japonská. V roce 1922 Čo založil Korejskou společnost na podporu produktů s cílem dosáhnout ekonomické soběstačnosti a aby Korejci mohli získávat výhradně domácí produkty. Založením společnosti chtěl vytvořit národní hnutí podporované všemi náboženskými organizacemi a sociálními skupinami, zejména však obyčejnými Korejci. Díky své aktivitě a nenásilnému odporu si Čo získal přezdívku „Korejský Gándhí“.

### Aktivita po druhé světové válce

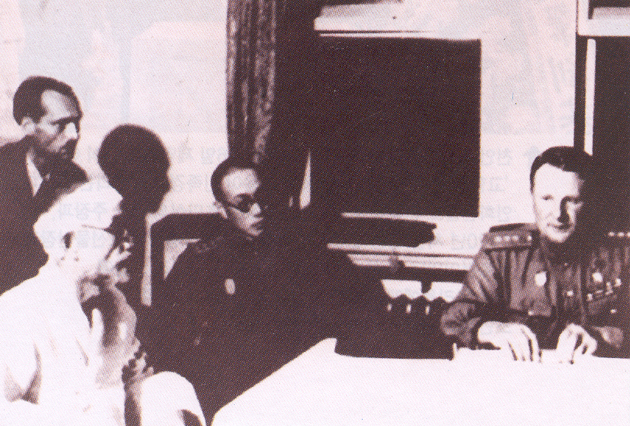
Čo Man-sik (vlevo) krátce po japonské kapitulaci v roce 1945 spolu s generálem Ivanem Michajlovičem Čistjakovem

V srpnu 1945, krátce po bezprostřední japonské kapitulaci, byl Čo osloven japonským guvernérem Pchjongjangu a požádán, aby zorganizoval výbor, který by převzal kontrolu a moc. Souhlasil se spoluprací a 17. srpna 1945 zorganizoval Prozatímní lidový výbor pro pět provincií. Tento výbor fungoval tak, aby standardizoval počet členů, povinnosti a volební procesy pro vytváření lidových výborů na úrovni provincií, měst, zemí, obcí a vesnic. Čo také připojil tento výbor k Výboru pro přípravu Korejské nezávislosti.
Když sovětská armáda dorazila do Pchjongjangu, Sověti doufali, že se jim podaří ovlivnit Čo Man-sika. Ten byl v tu dobu nejpopulárnějším politikem v Pchjongjangu právě díky svému odporu proti japonské nadvládě. Sovětští důstojníci se s Čoem setkali a pokusili se ho přesvědčit, aby se postavil do čela rodící se severokorejské administrativy pod sovětským vlivem. Čo však neměl rád komunistickou ideologii a nedůvěřoval zahraničním silám. Na jednání prohlásil, že by souhlasil se spoluprací se sovětskými úřady pouze za splnění vlastních podmínek (např. rozsáhlá autonomie). Tyto podmínky nebyly akceptovány. Navzdory tomu, že odmítl sovětské žádosti, mohl zůstat předsedou lidového výboru Jižního Pchjonganu.
3. listopadu 1945 založil svou vlastní politickou stranu, Demokratickou stranu Koreje. Zpočátku byla strana zamýšlena jako nacionalistická a pravicová s cílem vytvořit demokratickou společnost po letech japonské okupace. Sověti však neschválili tuto stranu a pod tlakem vnitrostranických socialistů byl zvolen prvním místopředsedou Čchoi Jong-kun. Ten byl však dříve partyzánem sloužícím v 88. brigádě Sovětské armády a přítelem Kim Ir-sena. Demokratická strana Koreje tak byla ovlivněna sovětskými názory již od začátku.

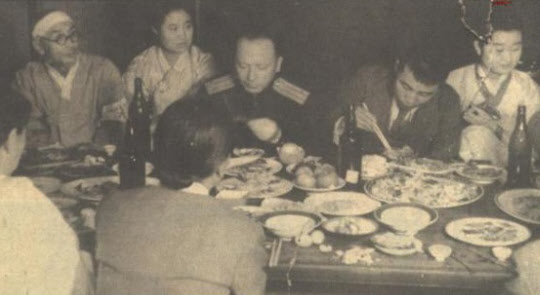
Čo Man-sik (vlevo), podplukovník Mecler (uprostřed) a Kim Ir-sen (vpravo), 1945

Sovětská víra, že by se z Čo Man-sika stal vůdce Severní Koreje se sovětskými ideály byla marná a nové naděje byly vloženy do korejského komunisty Kim Ir-sena. Ten sloužil deset let v sovětské armádě a dosáhl hodnosti majora. Pod tlakem byl Čo nucen reorganizovat Prozatímní lidový výbor pro pět provincií a přijmout do rad více komunistů. Protichůdné ideologie Kima a Čoa vedly k častým střetům.
Na Moskevské konferenci v roce 1945 se mimo jiné probíralo i rozdělení Koreje. Bylo navrženo čtyřmocenské poručnictví po dobu pěti let, načež by se Korea stala nezávislým státem. Pro Čoa to znamenalo nadměrný cizí (a zejména komunistický) vliv na Koreu a odmítl spolupracovat. 1. ledna 1946 se Andrej Alexejevič Romaněnko, sovětský generál, setkal s Čoem a pokusil se ho přesvědčit k podpoře výsledků Moskevské konference. Čo však odmítl podepsat podporu. Po tomto odmítnutí ztratili Sověti všechny naděje na to, že se Čo stane severokorejským vůdcem a 5. ledna byl zadržen sovětskými vojáky a umístěn do hotelu Koryo v Pchjongjangu.

### Vězení a smrt
Nějakou dobu byl držen v pohodlných podmínkách v hotelu Koryo, z něhož i nadále hlasitě vystupoval proti komunistům. V roce 1948 ještě kandidoval na viceprezidenta, ale v té době byl komunistický vliv v zemi příliš silný a neuspěl (od Nejvyššího lidového shromáždění získal pouze 10 hlasů). Později byl převezen do vězení v Pchjongjangu, kde o něm končí jakékoliv zprávy. Obecně se věří, že byl popraven spolu s dalšími politickými vězni během počátků korejské války, možná v říjnu 1950. Jeho odstranění otevřelo Kim Ir-senovi cestu k upevnění moci.

## Ocenění
V roce 1970 jeho činy ocenila jihokorejská vláda udělením Řádu Korejské republiky za zásluhy při budování národa.
V Soulu existuje muzeum Kodang, které se věnuje životu a dílu Čo Man-sika. V roce 1976 byla na jeho počest vztyčena socha ve velkém dětském parku v Soulu. V roce 1992 byla v Paju postavena další socha Čo Man-sika. V roce 1996 byla v Los Angeles vydána komiksová kniha o jeho životě.
Taekwondová sestava Kodang je pojmenovaná na počest Čo Man-sika.